# Wavetek
Wavetek fu un'azienda statunitense di elettronica, specializzata in strumentazione da laboratorio.

## Storia
Wavetek portò alla popolarità il generatore di funzioni.
Terrence Gooding, presidente e CEO della Wavetek nel 1991 la rese privata, con 800 dipendenti. La compagnia aveva sedi in California, Florida, Indiana e New York. Anche sedi in Germania, Hong Kong e Regno Unito.
Wavetek divenne Willtek nel 2010. L'azienda consociata è Aeroflex.